# Lili Damita
Lili Damita est une actrice franco-américaine, née le 10 juillet 1904 à Blaye (Gironde) et morte le 21 mars 1994 à Palm Beach (Floride).

## Biographie
Lili Damita naît sous le nom d'état civil de Liliane Marie Madeleine Carré en 1904, à Blaye en Gironde.
Elle débute  comme danseuse de cabaret dès l'âge de 16 ans, puis continue en tant que meneuse de revue au Casino de Paris.
Connue à ses débuts sous le nom de Damita del Maillo Rojo puis de Lily Seslys ou Deslys, elle adopte définitivement le nom de Lili Damita à partir de 1923.

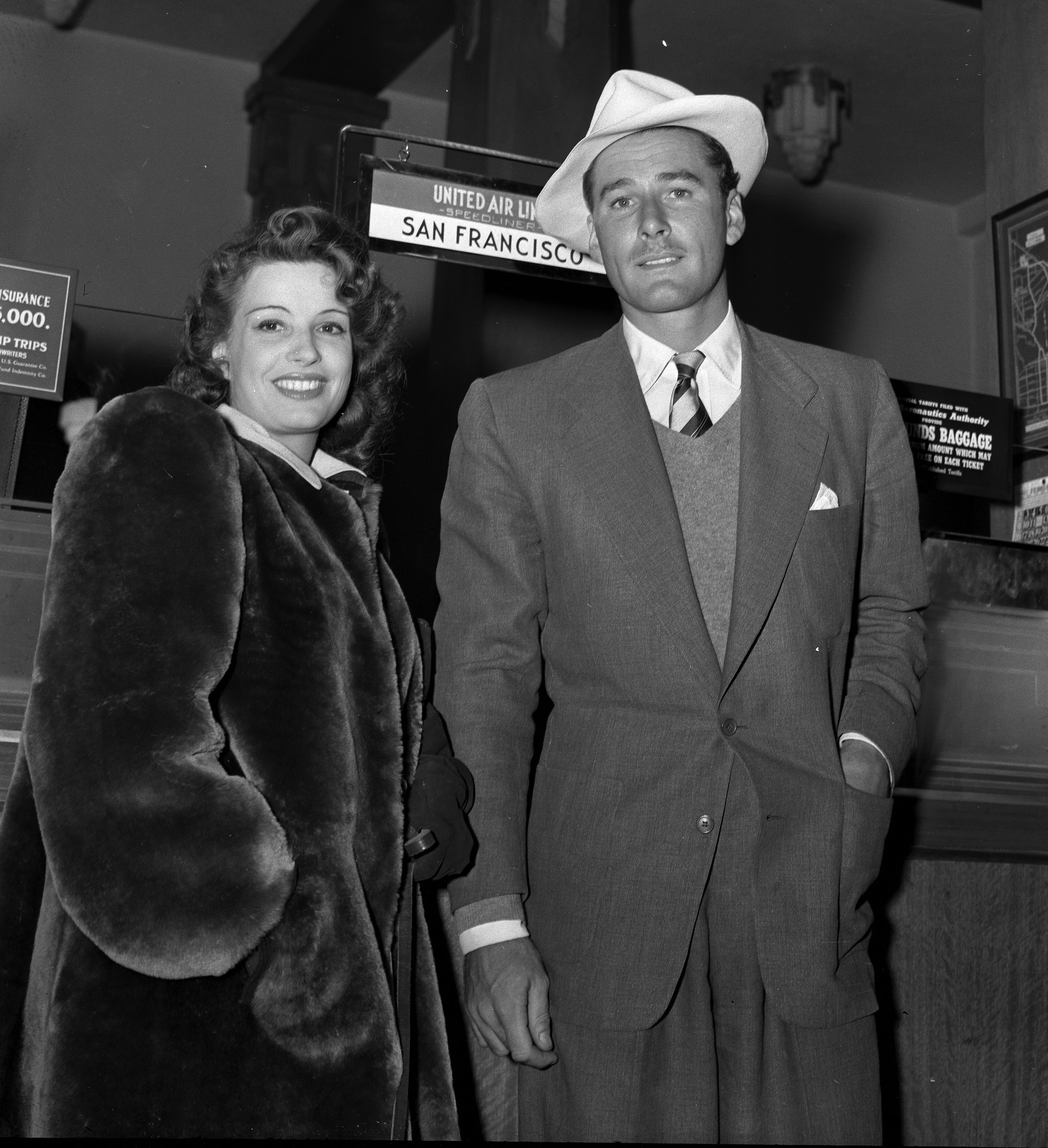
Lili Damita en compagnie de son premier mari Errol Flynn en 1941.

À partir de 1925, elle a une longue relation avec le réalisateur Michael Curtiz ; des rumeurs ont couru sur le fait qu'ils se sont mariés, mais elles ont été démenties récemment,,. Elle a une liaison avec le prince Louis-Ferdinand de Prusse vers 1932-1933.
Elle épouse en 1935 Errol Flynn, de cinq ans son cadet et alors très peu connu. Elle se retire des plateaux en 1937, a un fils en 1941, Sean Flynn. Le couple divorce l'année suivante, dans des conditions quelque peu difficiles. Errol Flynn meurt en 1959.
En 1962, elle épouse Allen Loomis, un industriel fabricant de produits laitiers de l'Iowa. Le couple s'installe à Fort Dodge, et divorce vingt-et-un ans plus tard en 1983.
Son fils, Sean Flynn, acteur devenu journaliste couvrant la guerre du Viêt Nam et les conflits voisins, est capturé au Cambodge par les Khmers rouges en 1970, et est porté disparu. Il n'est officiellement déclaré mort qu'en 1984, au désespoir de sa mère qui a dépensé des fortunes pour le retrouver.
Atteinte de la maladie d'Alzheimer, Lili Damita s'éteint à Palm Beach en 1994, à l'âge de 89 ans.

## Filmographie

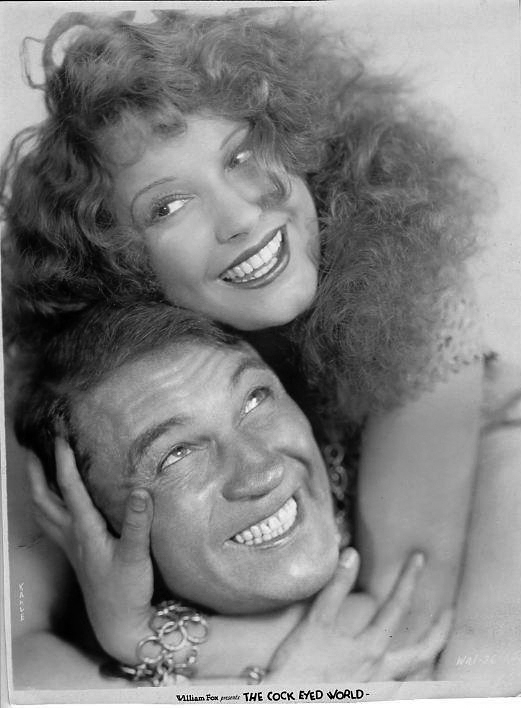
Lili Damita et Victor McLaglen pour la photo promotionnelle de Têtes brûlées en 1929.

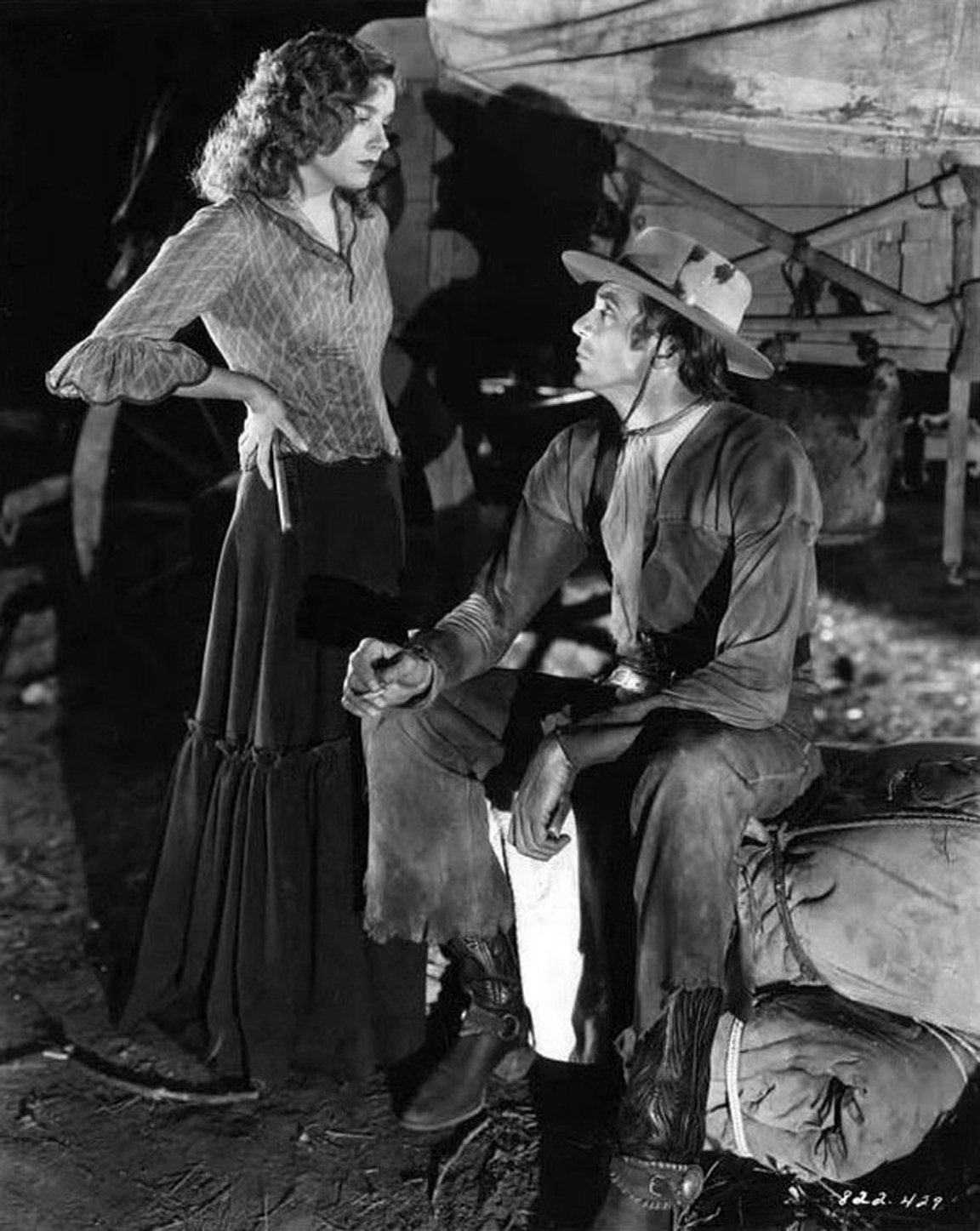
Lili Damita et Gary Cooper dans L'Attaque de la caravane en 1931.

- 1922 : La Belle au bois dormant de Stéphane Passet
- 1922 : L'Empereur des pauvres de René Leprince : Riquette
- 1922 : La Fille sauvage de Henri Étiévant : Henriette Villedieu
- 1923 : Corsica de René Carrère et Vanina Casalonga
- 1924 : La Voyante de Leon Abrams
- 1925 : Célimène, la poupée de Montmartre (Das Spielzeug von Paris) de Michael Curtiz
- 1926 : Fiaker Nr. 13 de Michael Curtiz : Lilian
- 1926 : Le Cas du professeur Mathias (Geheimnisse einer Seele) de Georg Wilhelm Pabst
- 1926 : Der Goldene Schmetterling de Michael Curtiz : Lilian
- 1926 : On ne badine pas avec l'amour (Man spielt nicht mit der Liebe) de Georg Wilhelm Pabst : Calixta
- 1927 : La nuit nuptiale (The Queen Was in the Parlor) de Graham Cutts : Prinzessin Nadya von Kraya
- 1927 : Die berühmte Frau de Robert Wiene
- 1928 : La Grande Aventurière (Die große Abenteuerin) de Robert Wiene
- 1928 : Die Frau auf der Folter de Robert Wiene
- 1929 : Le Forban (The Rescue) de Herbert Brenon : Lady Edith Travers
- 1929 : Le Pont du roi Saint-Louis de Charles Brabin : Camila (La Perichole)
- 1929 : Têtes brûlées de Raoul Walsh : Mariana Elenita
- 1931 : Soyons gais, version d'Arthur Robison (tournée en français) de Let Us Be Gay : Kitty
- 1931 : Quand on est belle d'Arthur Robison : Laura Murdock
- 1931 : Le Père célibataire de Chester M. Franklin et Arthur Robison
- 1931 : L'Attaque de la caravane (Fighting Caravans) d'Otto Brower et David Burton : Felice
- 1931 : Madame Julie (The Woman Between) de Victor Schertzinger : Julie Whitcomb
- 1931 : Le Sphinx a parlé de Victor Schertzinger : Mrs. Alva Sangrito
- 1932 : La Belle Nuit (This Is the Night) de Frank Tuttle : Germaine
- 1932 : Une heure près de toi de George Cukor et Ernst Lubitsch : Mitzi Olivier
- 1932 : Le Roi des allumettes de Howard Bretherton et William Keighley : Marta Molnar
- 1933 : On a volé un homme de Max Ophüls : Annette
- 1933 : Goldie Gets Along de Malcolm St. Clair : Goldie LaFarge
- 1935 : Brewster's Millions (en) de Thornton Freeland : Rosalie
- 1935 : Émeutes (Frisco Kid) de Lloyd Bacon : Belle
- 1935 : Pirate Party on Catalina Isle de Gene Burdette et Alexander Van Dorn (court-métrage)
- 1936 : The Devil on Horseback de Crane Wilbur : Diane Corday
- 1937 : L'Escadrille de la chance de Max de Vaucorbeil : Edwige